# Камера-обскура (Мюльхайм-ан-дер-Рур)
Камера-обскура в районе Бройх г. Мюльхайм-ан-дер-Рур (Северный Рейн-Вестфалия) расположена в городском парке MüGa-Park.
Камера-обскура размещена в помещении водонапорной башни, сооруженной в 1904 году на территории железнодорожного ремонтного предприятия. В 1943 году во время налета союзной авиации практически все сооружения этого предприятия были разрушены, но водонапорная башня уцелела. В 1992 году в водяном резервуаре башни было смонтировано оборудование камеры-обскуры. Всё оборудование было поставлено немецкой компанией Carl Zeiss AG. Стоимость проекта 250.000€, причём вся сумма была получена за счет добровольных пожертвований. Оборудование камеры позволяет осуществлять 360°-обзор города Мюльхайм-ан-дер-Рур, при этом изображение проецируется
на белый стол. Посетители камеры-обскуры имеют возможность самостоятельно изменять поле обзора объектива.

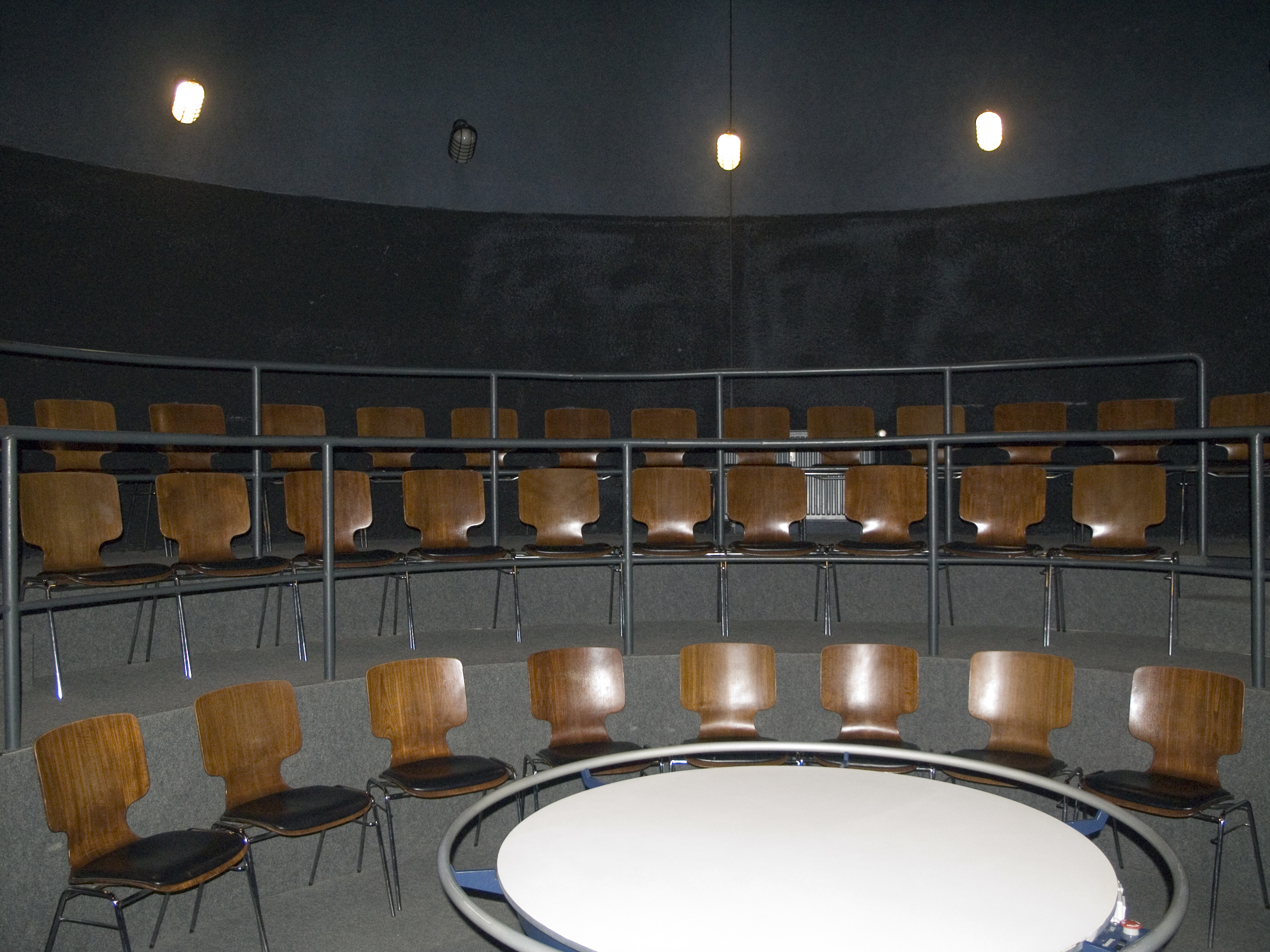
Демонстрационный зал с белым столом

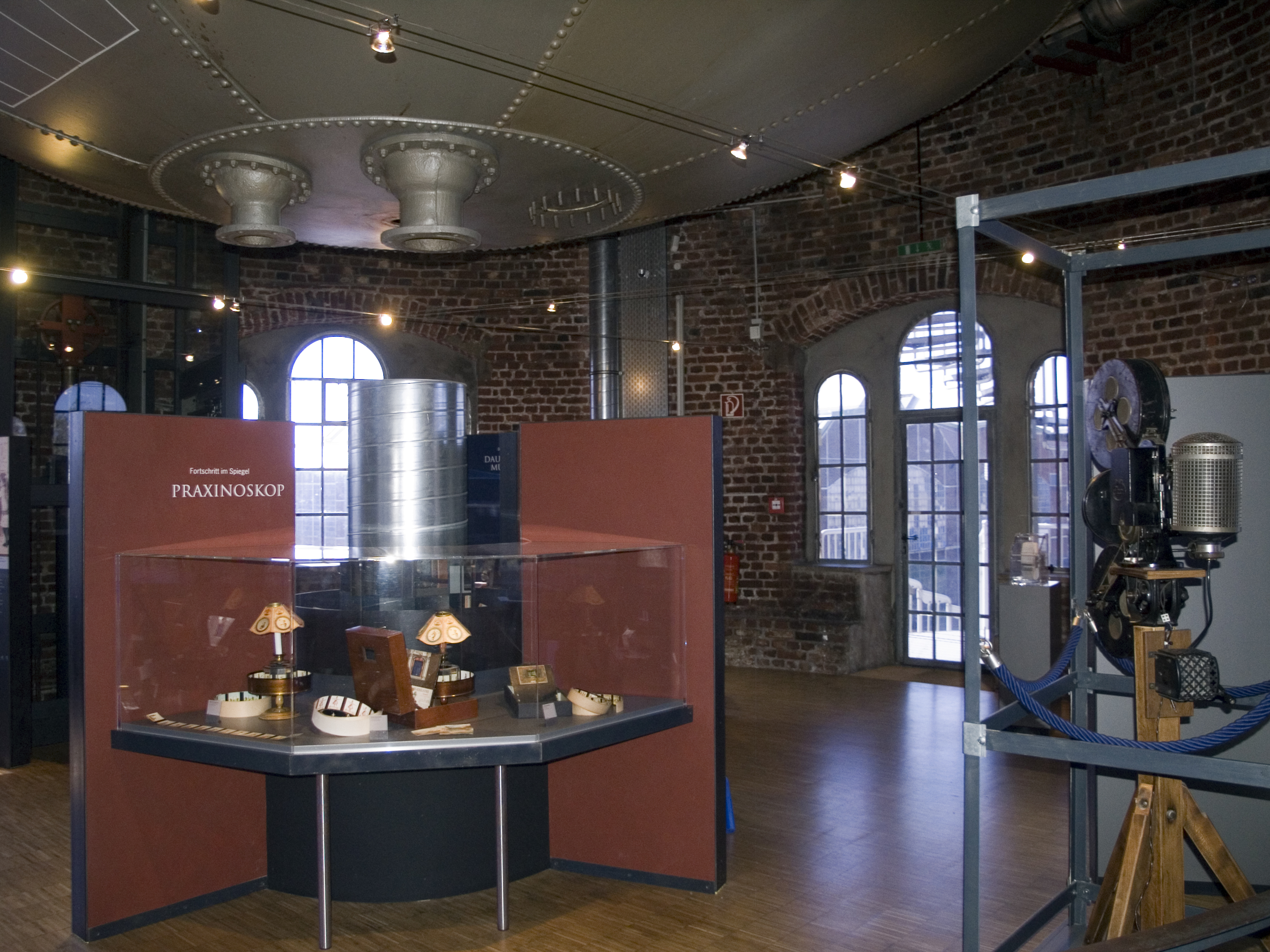
Один из залов музея предыстории кино

## Техническое устройство
- Главный оптический узел, состоящий из вращающейся головки с опрокидывающимся зеркалом и объективом
- диаметр зеркала — 300 мм
- относительное отверстие объектива — 1:65.
- Расстояние от объектива до стола проекции — 9 м
- угол обзора — 8º

## Музей предыстории кино
В первые годы существования функционировала собственно только сама камера-обскура, а нижние этажи башни использовались для размещения кафе. Но к 2005 году удалось собрать денежную сумму достаточную для обстройства музея в нижних этажах башни. Проект был выполнен архитектором Хансом-Германом Хофстадтом. Открытие музея состоялось в сентябре 2006.
На 3 этажах башни, ниже водяного резервуара, размещено более 1100 экспонатов, рассказывающих о прогрессе в области демонстрации движущихся изображений с 1750 года и до рождения кино.